# Souveraineté sur la Géorgie du Sud et des îles Sandwich du Sud

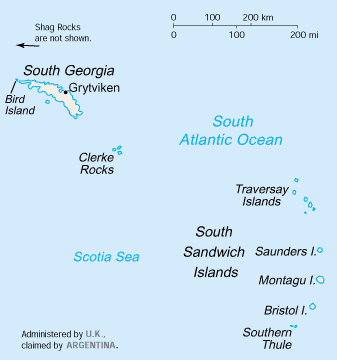
Carte de la Géorgie du Sud et des îles Sandwich du Sud.

La souveraineté de la Géorgie du Sud et les îles Sandwich du Sud est contestée entre le Royaume-Uni et l'Argentine. Le Royaume-Uni revendiqua la souveraineté sur la Géorgie du Sud en 1775,, et annexa les îles en 1908, essentiellement en raison de leur importance pour la chasse à la baleine, et exerça un contrôle de facto à l'exception d'une brève période au cours de la guerre des Malouines en 1982, lorsque les îles furent en partie contrôlées par l'Argentine. Le conflit débuta en 1927 lorsque l'Argentine revendiqua la souveraineté sur la Géorgie du Sud, et étendit ses revendications aux îles Sandwich du Sud en 1938. Les îles n'ont pas de population autochtone, et n’ont pas actuellement de population permanente.

## Histoire des revendications

### Origines de la revendication britannique
L'archipel de la Géorgie du Sud fut revendiqué en premier pour le royaume de Grande-Bretagne par James Cook en janvier 1775, après avoir été précédemment découvert par Anthony de la Roché. Cependant, les Britanniques firent peu pour faire respecter cette demande jusqu'en 1843, lorsque les lettres patentes sont émises pour le gouvernement des îles, qui devaient être régies comme une dépendance des îles Malouines. Elles sont révisées en 1876 et 1892. 
En 1908, à la suite d’enquêtes conduites par le gouvernement norvégien, au sujet de la souveraineté de la zone actuellement couverte par le Territoire antarctique britannique, le gouvernement britannique déclare que les îles étaient britanniques, et émet des lettres patentes pour inclure les « Orcades du Sud, la Géorgie du Sud, les îles Shetland du Sud, et la Terre de Graham situés dans l'océan Atlantique Sud, au sud du 50e parallèle sud et situés entre le 20e méridien ouest et le 80e méridien ouest », comme des dépendances des îles Malouines. Il fut précisé à ce moment que l'association avec les îles Malouines était conçue comme une commodité administrative.
Comme il est remarqué à l’intérieur du gouvernement britannique qu'une interprétation littérale de cette revendication inclurait des parties du continent sud-américain, les lettres patentes sont précisées le 28 mars 1917, pour redéfinir des limites excluant tous les territoires au nord du 58e parallèle sud et à l'ouest du 50e méridien ouest. Le gouvernement argentin reçoit les détails des lettres patentes de 1908 (à sa demande). Ni l'Argentine, ni le Chili ne s’opposent alors à ces revendications.

### Origines de la revendication argentine
La Compañía Argentina de Pesca (CAP), une société de chasse à la baleine argentine, gérée par le norvégien Carl Anton Larsen, fut la première entreprise à opérer en Géorgie du Sud en 1904. Cette société fonda la colonie de Grytviken et ses employés (dont Larsen) devinrent les premiers résidents permanents de l'île. En 1905, le gouvernement argentin autorisa une station météo sur l'île.
En 1906, la CAP signa un bail avec le gouvernement des îles Malouines, et à la suite de l'annexion de 1908, la société commença à utiliser des licences de chasse britanniques et loua des terres à Grytviken et à Jason Harbour. Aussi en 1908, la CAP commença à regarder du côté des îles Sandwich du Sud pour son expansion. Larsen adopta la nationalité britannique en 1910. La première revendication explicite de l'Argentine sur la Géorgie du Sud fut émise en 1927 et sur les îles Sandwich du Sud en 1938.

### Développements ultérieurs
À la suite des revendications de l'Argentine, le Royaume-Uni proposa à plusieurs reprises (en 1947, 1951, 1953 et 1954) de porter l'affaire devant la Cour internationale de justice de La Haye, mais l’offre fut déclinée par l'Argentine. Lorsque la Grande-Bretagne porta unilatéralement la question devant la cour en 1955, l'Argentine refusa de coopérer, invoquant le manque de compétence de la cour. Les Britanniques divisèrent les dépendances des îles Malouines en 1962, en conformité avec le traité sur l'Antarctique signé récemment. Ces zones situées au sud du 60e parallèle sud devinrent le Territoire antarctique britannique, tandis que le reste, la Géorgie du Sud et les îles Sandwich du Sud, conserva leur statut antérieur.

### Guerre des Malouines
L’Argentine établit une base militaire, Corbeta Uruguay, sur l'île Thule à l'extrême sud des îles Sandwich du Sud en novembre 1976. Quand cette base est découverte par les Britanniques en décembre, les britanniques protestèrent diplomatiquement, et envoyèrent une force (Opération Journeyman) pour protéger les îles Falkland d’une potentielle invasion.
Le 19 mars 1982, un groupe de 50 Argentins se présentant comme des ferrailleurs débarquèrent à Leith Harbour en Géorgie du Sud à bord de l'ARA Bahía Buen Suceso et hissent le drapeau argentin,,. Le gouvernement britannique répondit en envoyant le HMS Endurance avec 22 Royal Marines pour expulser les Argentins, mais ils furent retenus au large pour éviter d'accroître la tension. D'autres troupes argentines, dirigées par le lieutenant Alfredo Astiz (connu sous le nom « l'ange blond de la mort ») furent débarquées et les Britanniques mirent en place une station pour surveiller les activités là-bas. Les forces argentines envahirent les îles Malouines, le 2 avril 1982 et prirent Grytviken le lendemain, laissant 44 fusiliers-marins sur place. Malgré la prise de contrôle de Grytviken et de Leith, les Argentins ne furent pas en mesure de prendre toute l'île et plusieurs camps du British Antarctic Survey restèrent aux mains des Britanniques tout au long de la guerre. 
En réponse à l'invasion argentine, le Royaume-Uni lança l'opération Corporate (la récupération des îles Malouines) dont l'opération Paraquet faisait partie. Les Royal Marines reprirent Grytviken en deux heures le 25 avril 1982, grâce aux renseignements du SBS qui avait infiltré l'île, suite d'une attaque de l'ARA Santa Fe par des hélicoptères de la Royal Navy,. La garnison de Leith Harbour se rendit le lendemain, et Corbeta Uruguay se rendit le 20 juin 1982, Corbeta Uruguay est démoli en décembre.

### Situation actuelle

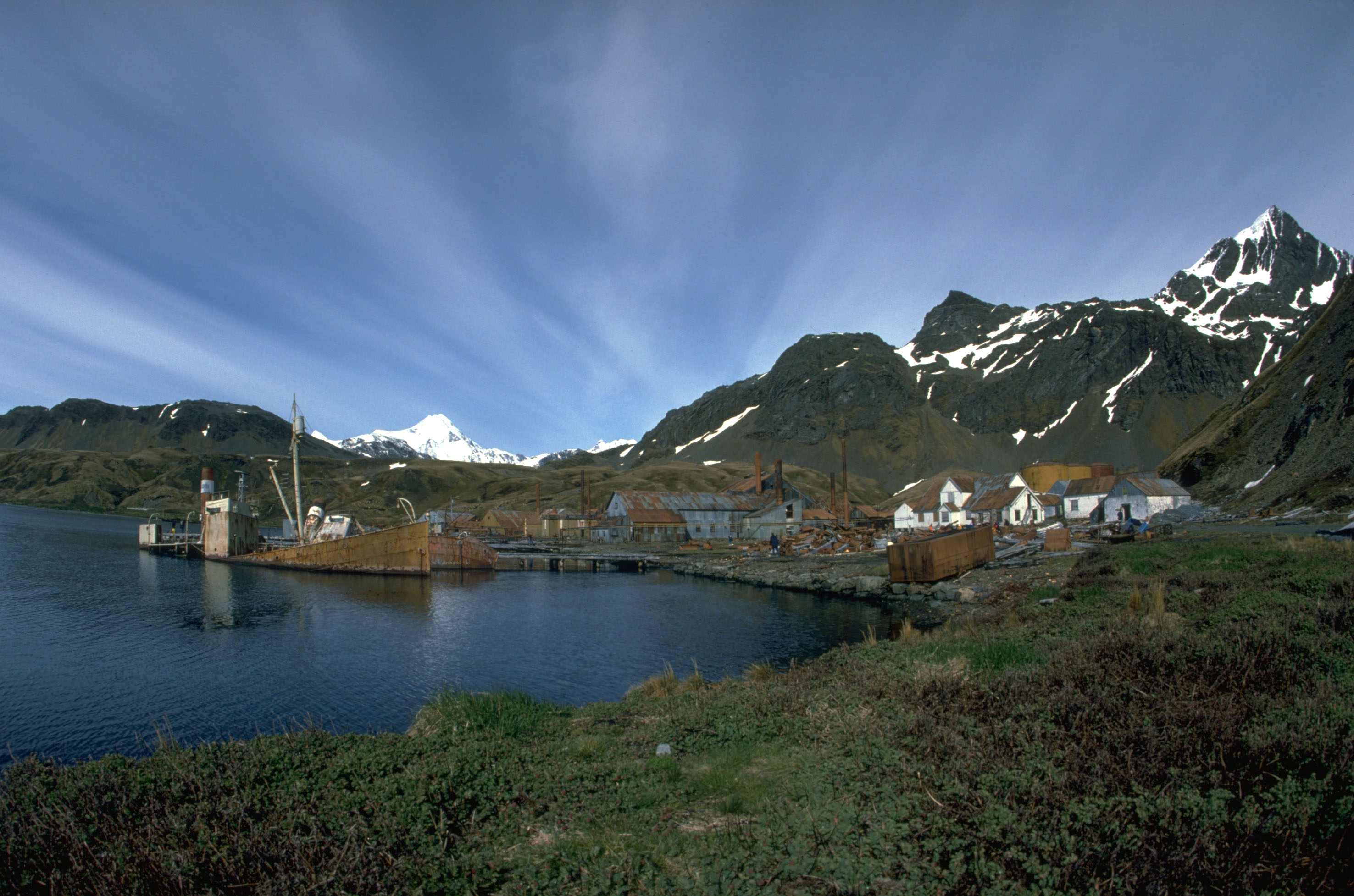
Grytviken en 1989

La Grande-Bretagne administre la Géorgie du Sud et les îles Sandwich du Sud séparément des Malouines depuis que les îles constituent un territoire dépendant britannique à part entière depuis 1985. Le statut du territoire fut modifié par la loi sur les Territoires britannique d'outre-mer de 2002 et la terminologie utilisée est un territoire britannique d'outre-mer.
L'Argentine considère les îles comme faisant partie du département Islas del Atlántico Sur de la province Tierra del Fuego. La revendication sur la Géorgie du Sud et les îles Sandwich du Sud est inscrite dans la Constitution argentine de 1994, de même que la revendication sur les îles Malouines.

## Revendications actuelles

### Revendications de l'Argentine
L'Argentine allègue que : 
- L'Argentine a, depuis 1927, protesté contre chaque action britannique connue qui contrevenait à la souveraineté argentine sur la Géorgie du Sud et les îles Sandwich du Sud.

### Revendications du Royaume-Uni
Le Royaume-Uni affirme que : 
- Le premier débarquement en Géorgie du Sud a été fait sous les ordres du capitaine Cook en 1775[3] ;
- Le Royaume-Uni a annexé la Géorgie du Sud et les Sandwich du Sud en 1908[3] ;
- Les stations de pêche à la baleine dans les îles (y compris la PAC) opèrent sous licence britannique[3] ;
- Les îles ont été administrées légalement par la Grande-Bretagne depuis 1908, à l'exception d'« une courte période d'occupation de l'Argentine en 1982 »[3].